# Тополине (Маріупольський район)
Тополи́не (до 1978 — Іванченкове) — село Нікольської селищної громади Маріупольського району Донецької області України. Відстань до центру громади становить близько 10 км і проходить автошляхом Т 0523.

## Загальні відомості
Тополине — центр сільської ради, розташоване за 26 км від залізничної станції Кальчик. Сільській раді підпорядковано також населені пункти Криничне, Первомайське, Перемога, Шевченко. Населення — 1040 осіб.

## Економіка
На території Тополиного міститься Первомайська птахофабрика, яка має 6164 га орної землі. 1969 року тут вироблено 8,9 млн штук яєць. Допоміжними галузями є рільництво і м'ясо-молочне тваринництво. Серед передовиків, відзначених урядовими нагородами, 2 мають орден Трудового Червоного Прапора.

## Соціальна сфера
У селі — одинадцятирічна школа, клуб, бібліотека. Працюють їдальня, 2 магазини, комбінат побутового обслуговування.
Село виникло у 1910 році.

## Населення
За даними перепису 2001 року населення села становило 1040 осіб, із них 56,25 % зазначили рідною мову українську, 41,54 %— російську, 1,92 %— вірменську, 0,1 %— грецьку, білоруську та єврейську мови.